# Tun 130 mm M1954 (M-46)
Tunul M-46 calibrul 130 mm Model 1954 este o piesă de artilerie tractată, cu încărcare manuală, fabricată de Uniunea Sovietică în anii 1950. China a fabricat o copie a tunului M-46, denumită Tip 59, iar România și Egipt au fabricat variante sub licență ale acestui model chinezesc. Tunul M-46 a deținut până la sfârșitul anilor 1970 supremația mondială în ceea ce privește bătaia maximă.

## Istorie
Tunul M-46 calibrul 130 mm a fost proiectat concomitent cu modelul M-47 de calibrul 152 mm după sfârșitul celui de-al Doilea Război Mondial, ambele având același afet. Indexul GRAU era 52-P-482 și respectiv 52-P-547. Tunul M-46 urma să înlocuiască piesa A-19 model 1931/37 de calibrul 122 mm, iar tunul M-47 urma să înlocuiască piesa ML-20 model 1937 de calibrul 152 mm. În urma testelor de la sfârșitul anilor 1950, tunul M-47 nu s-a dovedit a fi la fel de eficient ca modelul M-46 și s-a renunțat la producția în serie după un număr mic de exemplare construite. Producția în serie a tunului M-46 a început în 1951, tunul fiind exportat pe scară largă aliaților Uniunii Sovietice.

## Fabricare și utilizare în România
Documentația de licență pentru tunul chinezesc Tip 59-1 și muniția necesară a fost obținută la sfârșitul anului 1975 de autoritățile de la București. Reprezentanții chinezi au trimis gratuit și trei tunuri pentru a verifica muniția care urma să fie fabricată în România. Tunul Tip 59-1 a fost fabricat de către Arsenal Reșița sub denumirea A412 Model 1982 între anii 1982 și 1989. Folosind muniție Base Bleed realizată de NORINCO, în România s-a atins bătaia maximă de 33 kilometri după 1990. Tunul A412 are cadența de 7-8 lovituri pe minut, viteza de marș 50 km/h pe șosea și 20 km/h în teren, iar muniția este de tip exploziv OF482M sau perforant BR482B. Piesa de artilerie era deplasată cu ajutorul tractoarelor de artilerie TMA-83, ATS-59G sau camionul DAC 665T 6×6.
În anul 1985, tunul A412 de calibrul 130 mm Model 1982 era în dotarea unui divizion din regimentul de artilerie tunuri-armată (la toate cele patru armate) și la brigada artilerie-tunuri din rezerva general-strategică. După 1990, tunurile Model 1982 au fost în dotarea a două divizioane din brigada de artilerie de nivel armată și corp de armată. În prezent, tunurile A412 au fost retrase din uz, 72 de exemplare fiind de vânzare. Forțele Terestre Române au în rezervă 75 de tunuri Model 1982. Tunul A412 este piesa de artilerie cu cea mai mare bătaie care a intrat în dotarea artileriei române. România a exportat tunuri de calibrul 130 mm în Bosnia și Herțegovina (opt exemplare în 1998), Camerun (12 exemplare în 1992), Guinea (12 exemplare în anul 2000 printr-o firmă israeliană) și Nigeria (patru exemplare în 1992).

## Variante
- Uniunea Sovietică
  - M-47 - tunul de câmp de calibrul 152 mm dezvoltat concomitent cu M-46. Avea bătaia maximă de 20.470 m și a fost fabricat în număr redus.
- China
  - Tip 59 - copie sub licență a tunului M-46.
  - Tip 59-1 - variantă hibrid dotată cu țeava tunului M-46 și afetul tunului Tip 60 (copie a tunului rusesc D-74). Rezultatul a fost un tun cu bătaia piesei M-46, însă cu o greutate mai mică, de doar 6,3 tone. Tip 59-1 a fost fabricat sub licență în Egipt (M59-1M) de către Abu Zaabal și în România (A412 Model 1982) de către Arsenal Reșița. Deși numeroase surse consideră Tip 59-1 drept o variantă a tunului M-46, din punct de vedere tehnic acest model este mai apropiat de tunul D-74.
  - Tip GM-45 - pachet de modernizare oferit de NORINCO care constă în montarea unei țevi noi, de calibrul 155/45 mm, a tunului chinezesc WA 021.
- Cuba
  - Armata Cubei folosește două versiuni autopropulsate ale tunului M-46. O variantă folosește șasiul tancului T-34/85, iar alta șasiul puternic modificat al camionului KrAZ 6×6. Cele două versiuni au fost observate pentru prima dată în anul 2006.
- India
  - SP-130 "Catapult" - o variantă autopropulsată care are la bază șasiul tancului Vijayanta.
  - Metamorphosis IOB M46 FG - pachet de modernizare la calibrul 155/45 mm.
- Israel
  - M-46S - Modernizare locală a tunului M-46 sau Tip 59 realizată de către firma Soltam Systems Ltd.
- Coreea de Nord
  - Versiuni autopropulsate autohtone.
- Iugoslavia
  - M46/84 - pachet de modernizare la calibrul 155/45 mm.
- Țările de Jos
  - Pachet de modernizare oferit de RDM Technology BV care include o țeavă de calibrul 155/45 mm.